# Sepp Dinkelkamp
Josef «Sepp» Dinkelkamp (* 17. Februar 1907 in Zürich; † 5. Mai 1984 in Luzern) war ein Schweizer Bahnradfahrer.
Von 1929 an bis zum Beginn des Zweiten Weltkriegs war Sepp Dinkelkamp einer der überragenden Sprinter der Schweiz. Achtmal wurde er in dieser Zeit Schweizer Sprintmeister, zweimal davon als Amateur.
Sein erster Gewinn des Titels bei den Profis im Jahre 1934 war von einem schweren Unfall überschattet: Dinkelkamp trat gegen seinen Mentor und dreimaligen Sprintermeister Emil Richli auf der Radrennbahn Zürich-Oerlikon im Finallauf an. Richli stürzte beim Start schwer und starb zwei Tage später. Dinkelkamp war ein erfolgreicher Sprinter, in Ermangelung reiner Sprintwettbewerbe startete er aber auch in anderen Disziplinen, so galt er als Spezialist für Handicaprennen, in denen er seine Endgeschwindigkeit ausspielen konnte.
Dinkelkamp war einer der engsten Freunde des deutschen Rennfahrers Albert Richter, der 1940 mutmasslich von der Gestapo getötet wurde. Nach dem Krieg schrieb Dinkelkamp den Eltern Richters: «Gerne bestätige ich Ihnen, dass Albert ein Antinazi war. Schon lange Zeit vor dem Kriege sah er das Treiben und die Machenschaften dieser Verbrecherbande, so nannte Albert die Nazis… Hätte er mit den Nazis mitgemacht, wäre es für ihn von großem Vorteil gewesen. Albert wählte den anderen Weg.»